# The Frontier Phantom
The Frontier Phantom è un film del 1952 diretto da Ron Ormond.
È un western statunitense con Lash La Rue, Al St. John e Archie Twitchell.

## Produzione
Il film, diretto da Ron Ormond su una sceneggiatura e un soggetto di June Carr e Maurice Tombragel, fu prodotto dallo stesso Ormond per la Western Adventures Productions. Alcune sequenze del film sono state prese da Outlaw Country.

## Distribuzione
Il film fu distribuito negli Stati Uniti dal 2 febbraio 1952 al cinema dalla Realart Pictures.
Altre distribuzioni:
- in Danimarca il 25 gennaio 1954 (Fuzzy på krigsstien)
- in Germania Ovest nel 1957 (Die Todespeitsche)

## Promozione
La tagline è: The Shadow Of Doubt... Twin Brother Phantom Or Marshal Of The Lash.